# Selaginella glossophylla
Selaginella glossophylla là một loài dương xỉ trong họ Selaginellaceae. Loài này được Alston ex Crabbe & Jermy mô tả khoa học đầu tiên năm 1976.